# 맷 사이달
맷 사이달(Matt Sydal)은 미국의 프로레슬러이다. 임팩트 레슬링에서 활동하며 WWE 시절 링 네임은 '에반 본'이다. IWA, 링 오브 오너, 드래곤 게이트, 소사이어티 X 프로모션(Society X promotion), WWE 등에서 활동하였다. 그는 높은 슈팅 스타 프레스와 같은 고공 비행 기술로 유명하다.

## 활동 사항

### 초기
에번 본은 고등학교 시절, 레슬링팀에 있었다. 특히, 그는 고등학교 3학년 때, 미주리주 세인트루시아에 있는 GCW에서 프로모션을 하고, 3개월 간 훈련을 하였다. 훈련 후, GCW에서 2000년 10월 20일 미주리주에서 18세 미만인 사람이 레슬링 자격을 받은 최초의 사람이 되었다.
2003년에, 에번 본(이 때부터, Matt라는 이름을 사용)은 샴록('Shamrock')이라는 기구의 GCW에 등록 되었다. 그 후, 에번 본은 빌리 맥닐과 태그 팀을 하게 되었다. 하지만, 악역인 니키 스트리크나인(Nikki Strychnine)과 대립을 하게 된다.

### IWA
에번 본은 2003년에 IWA에 데뷔를 한다. 이 때부터 새로운 링 네임인 '맷 사이달'을 사용하게 된다. 그는 2004년 1월 17일 IWA에서 라이트 헤비웨이 챔피언십 타이틀을 얻는다. 하지만, 그는 데이지 헤이즈(Daizee Haze)와 태그 팀을 짜서, 다시 되찾는다.
그 후, 그는 에이제이 스타일과 대립을 하고, 또한 CM 펑크, 크리스 사빈, 네이트 웹과 같은 사람들과 직면하게 된다. 2005년 9월 24일, 그는 테드
프티 인비테이셔널 토너먼트에서 이긴다. 토너먼트에서, 그는 엘 제네리코(El Generico), 타일러 블랙(Tyler Black), 사빈을 패배시키고, 마지막에 케빈 스틴(Kevin Steen)과 애릭 캐넌(Arik Cannon)을 만나지만 결국 이긴다. 그 후, 그는 IWA에 조금 등장하고, 마지막으로 2007년 8월에 등장한다.

### TNA (2004 ~ 2005)
그는, 털 논스톱 액션 레슬링(TNA에서 경기를 하기 시작했는데, 그는 X 디비전(X Division) 건틀릿 포 골드(Gauntlet for the Gold) 경기에 참여하였다. 하지만 그는 패배하고, 그는 자버로 전락한다.

### 링 오브 오너 (2004 ~ 2007)

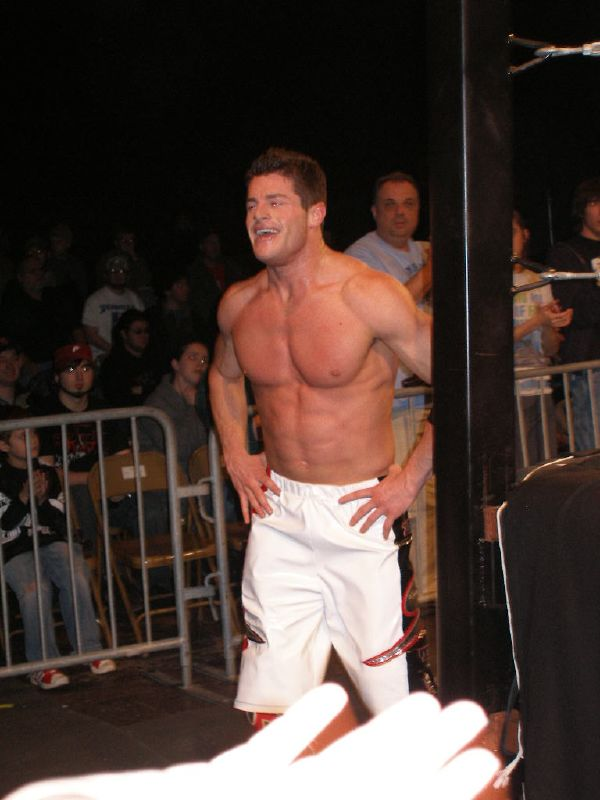
2007년, Chikara Show

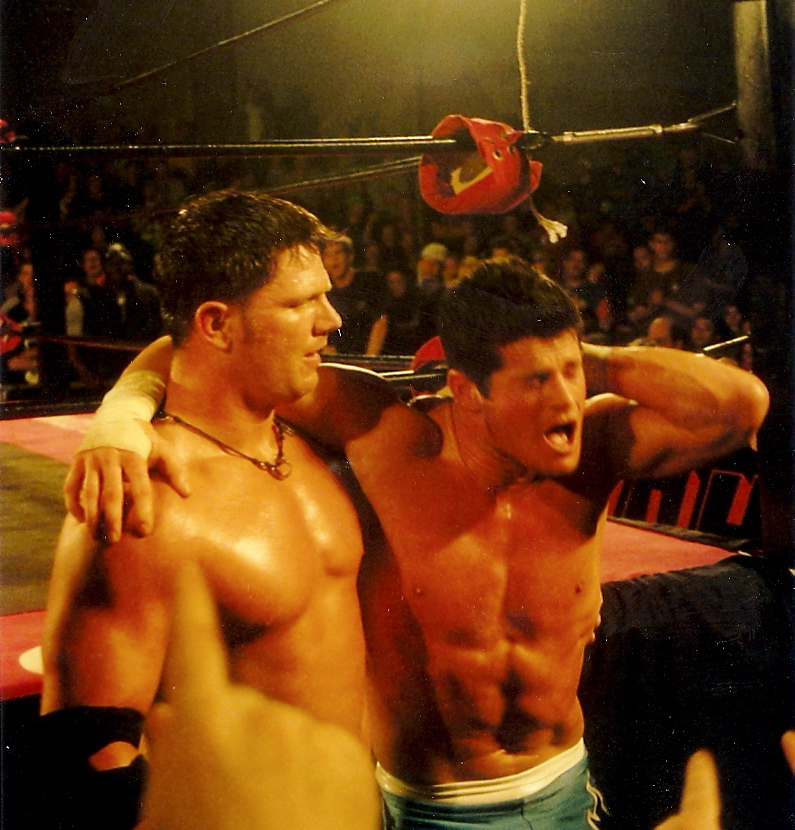
에번 본과 에이제이 스타일 (왼쪽) (2007년 링 오브 오너)

그는 헤이즈와 2004년 4월 23일 링 오브 오너에 데뷔 한다. 트렌트 애시드(Trent Acid)와 간단한 대립이 있었고, 그는 에디 베가스(Eddie Vegas)와 "에어 데빌즈(Air Devils)"(ROH 팬들이 투표함)이라는 이름으로 팀을 짠다. 그 후, 2005년 2월 25일 '3주년 기념식: 파트 2'(Third Anniversary Celebration: Part 2)에서, 악역으로 들어간다. 그 해, 8월 12일 그와 헤이즈는 오스틴 애리즈(Austin Aries), 로데릭 스트롱(Roderick Strong), 잭 에반스Jack Evans)가 있는 "제네레이션 넥스트"에 들어 간다. 2005년 후반, 헤이즈는 그를 배신하고, 그의 곁을 떠난다.

### 드래곤 게이트 & 레슬링 소사이티 X (2006 ~ 2007)
그는 2006년 5월 '드래곤 게이트'에서 일본 순회를 하게 된다. 그 후, 식스-팩(Syxx-Pac)과 매니저를 사이에 두고 대립을 하게 된다.
2007년 봄, 그는 드래곤 게이트로 다시 돌아 온다. 그는 거기서 드래곤 게이트 오픈 더 브레이브 게이트 챔피언십(Dragon Gate Open the Brave Gate Championship) 타이틀을 얻는다.

### ECW (2008 ~ 2009)

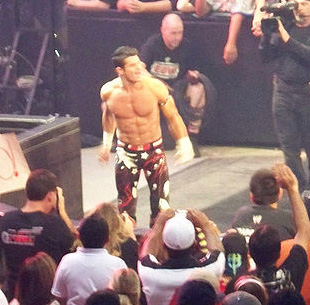
ECW 입장

### Raw (2009 ~ 2013년)
코피 킹스턴과 에어 붐이라는 태그팀으로 활동했었다.

## 임팩트 레슬링복귀
2017년 4월 21일 임팩트 레슬링에 13년만에 복귀한다.